# Lyon
Lyon (wymowaⓘ, ljõ; łac. Lugdunum, fr.-prow. Liyon) – miasto w środkowo-wschodniej Francji, kilkadziesiąt kilometrów na zachód od Alp. Jest trzecim co do wielkości miastem w kraju (po Paryżu i Marsylii). Miasto w granicach administracyjnych gminy liczy 522 969 mieszkańców, natomiast zgodnie z danymi francuskiego urzędu statystycznego, jednostka miejska Lyon (Unité urbaine de Lyon) liczy 1 685 494 mieszkańców. Jest stolicą regionu Owernia-Rodan-Alpy i departamentu Rodan.

## Geografia

### Położenie
Lyon położony jest w środkowo-wschodniej części kraju, nad rzekami Rodanem i Saoną, w regionie Owernia-Rodan-Alpy. Leży w tzw. Rowie Rodanu, dolinie rozdzielającej dwa systemy górskie: Masyw Centralny na zachodzie i  Alpy na wschodzie (pasmo Préalpes de Savoie, zwłaszcza masywy Massif de la Chartreuse i Massif des Bauges).

### Demografia
Zgodnie z danymi Demographia: World Urban Areas, zespół miejski liczy 1 471 000 mieszkańców na obszarze 461 km², przy gęstości zaludnienia wynoszącej 3191 osób/km². Natomiast zgodnie z danymi francuskiego urzędu statystycznego, jednostka miejska Lyon (Unité urbaine de Lyon) liczy 1 685 494 mieszkańców na powierzchni 1141 km², przy gęstości zaludnienia wynoszącej 1477 osób/km².
Zgodnie z danymi francuskiego urzędu statystycznego, Metropolia Lyon (Métropole de Lyon) liczy 1 411 571 mieszkańców na obszarze 533,7 km², przy gęstości zaludnienia wynoszącej 2635 osób/km².

### Klimat
| Miesiąc                                                                                         | Sty  | Lut  | Mar  | Kwi  | Maj  | Cze  | Lip  | Sie  | Wrz  | Paź  | Lis  | Gru  | Roczna |
| ----------------------------------------------------------------------------------------------- | ---- | ---- | ---- | ---- | ---- | ---- | ---- | ---- | ---- | ---- | ---- | ---- | ------ |
| Średnie temperatury w dzień [°C]                                                                | 7.1  | 9.0  | 13.8 | 17.4 | 21.5 | 25.6 | 28.2 | 28.0 | 23.1 | 17.7 | 11.4 | 7.7  | 17,5   |
| Średnie dobowe temperatury [°C]                                                                 | 4.1  | 5.2  | 9.0  | 12.3 | 16.3 | 20.3 | 22.6 | 22.3 | 17.9 | 13.7 | 8.1  | 4.8  | 13,0   |
| Średnie temperatury w nocy [°C]                                                                 | 1.1  | 1.4  | 4.2  | 7.2  | 11.2 | 15.0 | 17.0 | 16.6 | 12.8 | 9.6  | 4.9  | 2.0  | 8,6    |
| Opady [mm]                                                                                      | 49.8 | 41.6 | 49.4 | 68.9 | 80.9 | 74.1 | 67.4 | 65.5 | 82.5 | 99.8 | 87.2 | 53.7 | 821    |
| Średnia liczba dni z opadami                                                                    | 8.1  | 7.9  | 8.4  | 9.0  | 10.3 | 8.5  | 7.5  | 7.2  | 7.3  | 9.9  | 9.4  | 9.2  | 103    |
| Średnie usłonecznienie [h]                                                                      | 71   | 102  | 174  | 198  | 224  | 257  | 288  | 263  | 204  | 131  | 79   | 59   | 2050   |
| Źródło: Meteo France (liczba dni z opadami dla wartości 1 mm, 1991–2020, wysokość 202 m n.p.m.) |      |      |      |      |      |      |      |      |      |      |      |      |        |

## Historia

### Od starożytności do XIX wieku
Lyon został założony przez Rzymian w 43 p.n.e. jako Lugdunum i po pewnym czasie przekształcił się w główny ośrodek prowincji Galia. Około 470 miasto zajęte zostało przez Burgundów, a następnie przez Franków (534). W 879 powróciło do Burgundii, w 1032 zostało przyłączone do Świętego Cesarstwa Rzymskiego. Prawa miejskie od XIII wieku. Od 1307 Lyon należy do Francji. Po okresie upadku w średniowieczu, w XVI wieku rozpoczął się ponowny rozwój Lyonu jako ważnego ośrodka handlowego i finansowego. W 1793, w czasie rewolucji francuskiej, w mieście wybuchło powstanie żyrondystów i rojalistów przeciwko jakobinom. Natomiast w latach 1831 i 1834 miały tu miejsce krwawo stłumione powstania tkaczy.
To tutaj bracia Lumière zbudowali swój kinematograf i nakręcili pierwszy film. Natomiast pierwszą projekcję kinową przeprowadzili w Paryżu (uczestniczyło w niej 33 widzów). Wydarzenie to miało miejsce 28 grudnia 1895 i jest powszechnie uważane za początek historii kina.

### II wojna światowa
W czasie I bitwy o Francję burmistrz Édouard Herriot ogłosił Lyon miastem otwartym. Przez niespełna trzy tygodnie, do 7 lipca, miasto było okupowane przez wojska niemieckie prowadzące rekwizycje artykułów przemysłowych, spożywczych i czystości na rzecz wojska.
Od kapitulacji do miasta znajdującego się następnie pod administracją marionetkowego Państwa Francuskiego ściągali uchodźcy ze strefy okupowanej, Herriot przeciwny dyktaturze Marsz. Philippe’a Pétain’a został aresztowany i deportowany do Niemiec. Jednym z najgorętszych zwolenników reżimu Vichy był prymas Francji i arcybiskup Lyonu kard. Pierre-Marie Gerlier. Swój sztab w mieście miały 14 Dywizja Wojskowa Armii Rozejmowej, jej dowódca oraz gubernator wojskowy miasta gen. Aubert Frère (przewodniczył trybunałowi, który skazał zaocznie gen. de Gaulle’a na śmierć) był jednocześnie działaczem konspiracji wewnątrz wojska. Z jego inicjatywy w Lyonie i jego okolicach ukryto wiele sztuk broni z armijnego arsenału. Komendantem Policji Narodowej w mieście był René Cussonac aktywnie wspierający reżim Vichy i hitlerowców w przeciwieństwie do patriotów takich jak Arthur Martin, funkcjonariusz Żandarmerii Narodowej w Lamure-sur-Azergues, który współpracował z FTP.
Od listopada 1942, po rozpoczęciu okupacji wolnej strefy, w mieście znajdowała się Komenda Sipo-SD na region Rodan-Alpy kierowana kolejno przez SS-Stubaf Rolfa Müllera (styczeń-kwiecień 1943), SS-Ustuf Fritza Hollerta (pełniący obowiązki przed przyjazdem Müllera i po jego odejściu) i SS-Ostubaf Wernera Knaba (od 3 lipca 1943). Szefem miejscowej sekcji kontrwywiadu (Gestapo) przez cały okres okupacji był SS-Ostuf Klaus Barbie (ze względu na swoje brutalne działania wymierzone przeciw ruchowi oporu, francuskim cywilom i miejscowym Żydom otrzymał przydomek „Kata Lyonu”), za wywiad od stycznia 1944 odpowiedzialny był SS-Ostuf August Moritz (wcześniej zastępca szefa Sipo-SD w Marsylii i Orleanie oraz szef wywiadu SD w Paryżu) zaś dowództwo nad faszystowską milicją sprawował Paul Touvier.
Już w 1940 w mieście zaczął kształtować się ruch oporu skierowany przeciwko kolaboracyjnym władzom oraz niemiecko-włoskiemu okupantowi. W mieście swoje komórki mają lewicowe Wyzwolenie-Południe i Wolni Strzelcy oraz prawicowa Walka, działająca wyłącznie w Rodan skrajnie lewicowa organizacja Powstaniec, oraz inne lokalne siatki. Po ataku Rzeszy na Związek Radziecki uaktywniło się także środowisko Partii Komunistycznej tworząc grupy Wolnych Strzelców i Partyzantów (FTP) w mieście i departamencie. W Lyonie zakonspirował się sierż. Jean Moulin ps. „Rex”, delegat Komitetu Wolnej Francji na kraj. Działania „Rexa” miały na celu zjednoczenie rozdrobnionego ruchu oporu i dokładne skoordynowanie jego działalności z walką Aliantów na froncie. Dzięki jego działaniom doszło do scalenia Walki, Wyzwolenia-Południe i Wolnych Strzelców w Tajną Armię (AS) wierną Wolnej Francji. Sam Moulin stanął na czele Ruchu Zjednoczenia Oporu (MUR).
Wraz z rozpoczęciem okupacji strefy południowej działania ruchu oporu na tym terenie, m.in. w Lyonie, wyewoluowały z walki politycznej do zbrojnego sprzeciwu. Na początku 1943 powstała Organizacja Oporu Armii (ORA), na której czele stanął były gubernator wojskowy Lyonu gen. Frère, w marcu trzej bojownicy FTP (Jean Aligne, Antoine Fonlupt i Georges Thevenon) sformowali pierwszy oddział maquis w departamencie. 27 maja 1943 „Rex” stanął na czele Krajowej Rady Ruchu Oporu (CNR), nawiązał w tym czasie kontakty z ORA, FTP i ruchami w strefie północnej. Na skutek działań lyońskiego Gestapo dążącego do rozbicia oporu Jean Moulin został aresztowany w Caluire-et-Cuire 21 czerwca 1943 o godzinie 14:40 (na skutek wcześniejszych działań wpadli jego bliscy współpracownicy, komendant naczelny AS gen. Charles Delestraint, mjr Henri Manhès i komendant regionu R1 kpt. Claudius Billon). Zmarł na skutek brutalnego śledztwa 8 lipca 1943. Mimo sukcesów hitlerowskich służb porządkowych oraz kolaboracyjnych w 1943 ruch oporu w Lyonie i Rodan wzrastał w siłę, m.in. przez wprowadzenie Przymusowej Służby Pracy wielu młodych ludzi uciekało do oddziałów partyzanckich. Mimo stopniowego przenoszenia centralnych struktur ruchu oporu do Paryża Lyon pozostał jednym z głównych węzłów sieci podziemnych.
Dzieło „Rexa” dopełniło się 1 lutego 1944 kiedy wszystkie odłamy ruchu oporu we Francji zjednoczyły się tworząc wierne Francji Walczącej Francuskie Siły Wewnętrzne (FFI). Ich komendantem na Rodan został mjr Raymond Basset ps. „Mary”. Coraz większa aktywność partyzantów i sabotażystów (szczególnie po wybuchu powstania narodowego) zaostrzyła także nazistowski aparat terroru. 28 sierpnia 1944 komendant regionu R1 płk Auguste Vistel ps. „Alban” rozkazał ściągnąć w kierunku Lyonu blisko 3000 bojowników FFI z powodu zbliżającego się wyzwolenia (w samym Lyonie posiadano ok. 1000 ludzi, z których tylko część posiadała uzbrojenie). Miasto zostało wyzwolone po trzech dniach walk 3 września 1944 przez miejscowe oddziały FFI, regularne wojska francuskie (1 Dywizję Pancerną i 1 Marszową Dywizję Piechoty) oraz amerykańską 36 Dywizję Piechoty (tego samego dnia przemaszerowały one przez Lyon.
Od początku walk o wyzwolenie Lyonu trwała czystka (l’épuration) – bojownicy FFI organizowali samosądy na kolaborantach, dopiero dzięki staraniom władz francuskich proces ten zastąpiono oficjalnymi sądami wojennymi i cywilnymi. Łącznie dla departamentu Rodan zapadły 272 wyroki śmierci i 2600 innych wyroków za zdradę stanu.
14 września 1944 Lyon odwiedził gen. Charles de Gaulle, przewodniczący Rządu Tymczasowego. W czasie wizyty określił miasto mianem „Stolicy Ruchu Oporu”.

## Gospodarka

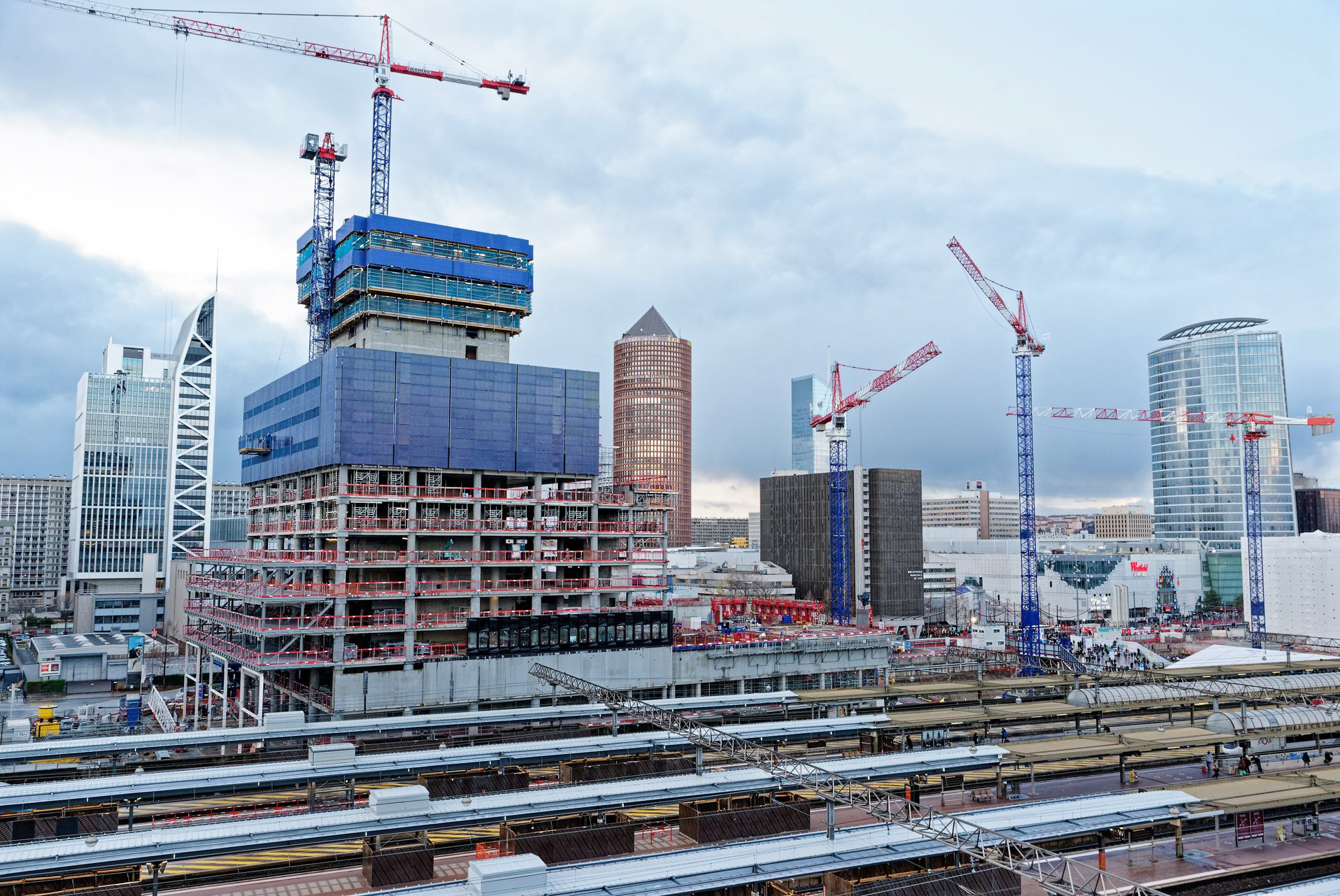
Istniejące już wieżowce i nowe, w budowie w dzielnicy biznesowej La Part-Dieu w 2021 roku.

Lyon to ważny ośrodek handlowo-finansowy. W La Part-Dieu znajdują się najwyższe budynki miasta. Miasto jest siedzibą giełdy oraz wielkich banków (m.in. Societé Lyonnaise de Banque i Crédit Lyonnais). Odbywają się tu wielobranżowe targi międzynarodowe.
Miasto jest tradycyjnym ośrodkiem przemysłu włókienniczego (nazywa się je czasem światową stolicą jedwabiu). Ponadto rozwinięty jest przemysł chemiczny (zakłady Rhône-Poulenc i Institut Merieux), metalowy, maszynowy, samochodowy (zakłady Renault), elektroniczny, odzieżowy, obuwniczy i spożywczy.

## Transport
Lyon jest dużym węzłem kolejowym ze stacją Gare de Lyon-Saint Paul oraz drogowym. Miasto obsługują stacje Lyon Part-Dieu (główny dworzec kolejowy, położony we wschodniej części miasta) oraz Lyon Perrache (dworzec kolejowy i autobusowy). Znajdują się tu również międzynarodowy port lotniczy imienia Antoine’a de Saint-Exupéry’ego (dawniej Satolas) oraz port rzeczny.
Miasto zostało połączone z Paryżem i Marsylią szybką linią kolejową TGV. Dzięki temu czas podróży do Paryża uległ skróceniu do 115 minut, zaś do Marsylii można dojechać w 104 minuty.
W Lyonie działają dwie linie kolei szynowo-linowych (Vieux Lyon – Saint-Just i Vieux Lyon – Fourvière), cztery linie metra (A, B, C i D), pięć linii tramwajowych (T1, T2, T3 ,T4, T5 i T6), jedna linia tramwaju dwusystemowego (Rhône Express) i kilkadziesiąt linii autobusowych oraz dwie linie trolejbusowe (C1 i C3).
19 maja 2005 roku w mieście uruchomiono nowoczesny system wypożyczania rowerów o nazwie Vélo’v. Obecnie składa się on z sieci 340 stacji (pokrywa ona obszar Lyonu oraz sąsiedniego miasta Villeurbanne) oraz ponad 4000 rowerów. Wypożyczenie roweru jest tanie, co w założeniu ma się przyczyniać do redukcji zanieczyszczenia i zmniejszenia natężenia ruchu samochodowego w mieście oraz zachęcać mieszkańców do prowadzenia zdrowego trybu życia.

## Nauka i kultura
Lyon jest ważnym ośrodkiem kulturalno-naukowym. Znajdują się tu:
- Université Claude Bernard (Lyon 1)
- Université Lumière (Lyon 2)
- Université Jean Moulin (Lyon 3)
- Université Catholique de Lyon
- Institut d’Etudes Politiques de Lyon (Sciences-Po Lyon)
- Institut National des Sciences Appliquées de Lyon
- École Centrale de Lyon
- École normale supérieure
- Emlyon Business School
- ESME Sudria
- E-Artsup
- Institut polytechnique des sciences avancées
- akademia nauk (założona 1700)
- Sup'Biotech

Ponadto miasto jest siedzibą licznych instytutów naukowo-badawczych oraz instytucji kulturalnych. Do tych ostatnich należą:
- opera
- teatry
- kabarety
- kina studyjne
- muzea (patrz: zabytki i atrakcje turystyczne)
- letnie festiwale filmowe i teatralne w plenerze

## Zabytki i atrakcje turystyczne

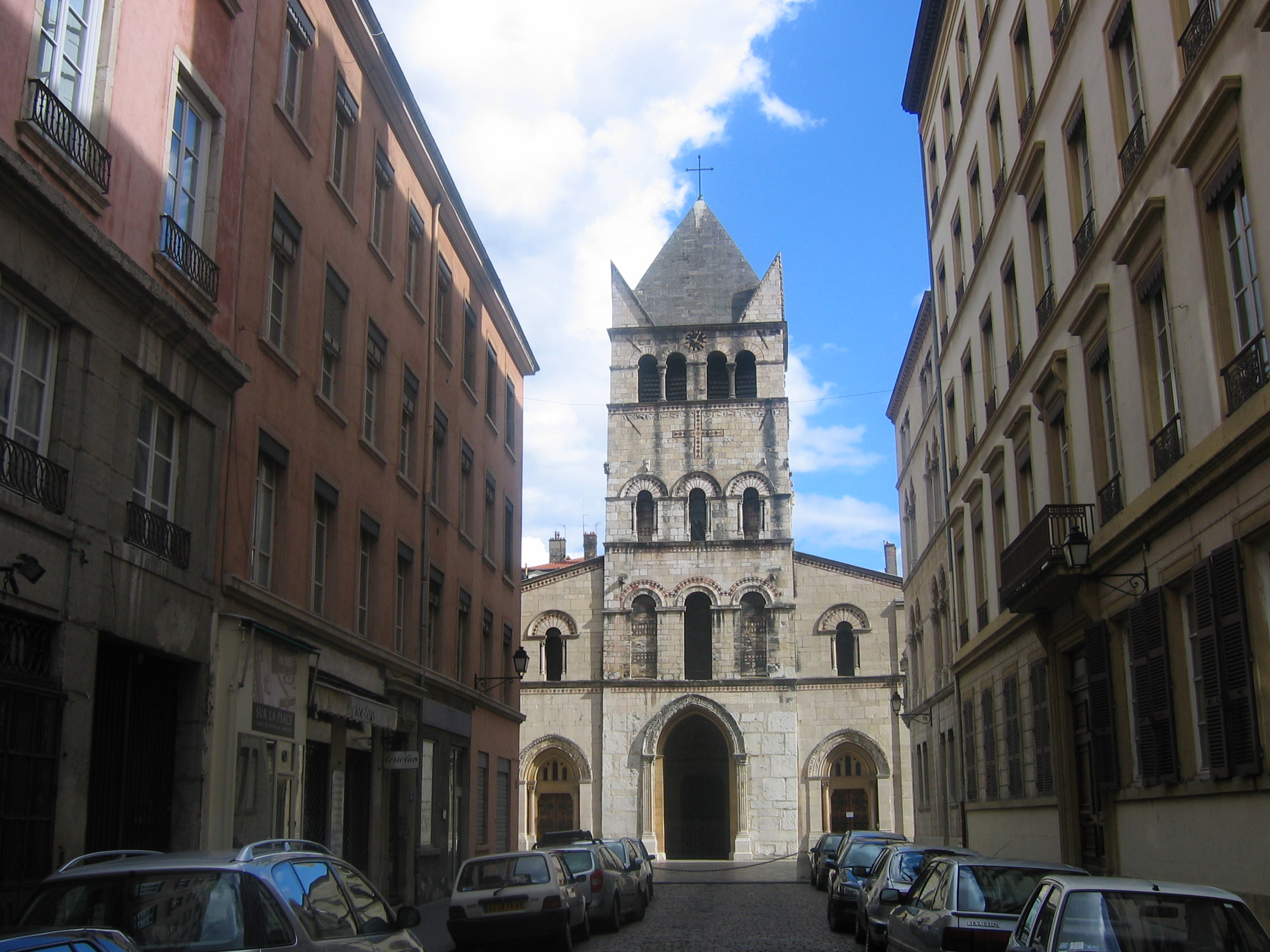
Saint Martin d’Ainay, marzec 2005

Historyczna część Lyonu została wpisana 5 grudnia 1998 przez UNESCO na listę Światowego Dziedzictwa Kulturowego. W nazywanej Vieux Lyon (Stary Lyon) dzielnicy znajdują się liczne zabytki gotyckie i renesansowe.
Do atrakcji miasta należą ponadto:
- muzea
  - Centrum Historii Ruchu Oporu i Deportacji (Le Centre Historique de la Résistance et de la Déportation)
  - Instytut Lumière (L’Institut Lumière)
  - Muzeum Cywilizacji Galijsko-Rzymskiej (Le musée gallo-romain de Lyon-Fourvière)
  - Muzeum Drukarstwa (Le musée de l’imprimerie)
  - Muzeum Historii Naturalnej (Le Muséum)
  - Muzeum Historyczne Lyonu (Le musée Gadagne)
  - Muzeum Sztuk Pięknych (Le musée des Beaux-Arts)
  - Muzeum Sztuki Współczesnej (Le musée d’Art Contemporain)
  - Muzeum Tony’ego Garnier (Le musée urbain Tony Garnier)
  - Muzeum Włókiennictwa i Sztuk Dekoracyjnych (Le musée des tissus et des arts décoratifs)
- kościoły
  - bazylika Najświętszej Maryi Panny (La basilique de Notre-Dame de Fourvière) z XIX wieku
  - klasycystyczny zbór protestancki (La Temple) przy Place du Change
  - romańska bazylika benedyktynów Saint-Martin-d’Ainay z XII wieku
  - romańsko-gotycka katedra św. Jana Chrzciciela (La primatiale Saint-Jean-Baptiste) ze słynnym czternastowiecznym zegarem astronomicznym (XII-XIV wiek)
  - Saint-Bonaventure (XIV–XV wiek)
  - Saint-Bruno-des-Chartreux (XVI wiek, wielokrotnie przebudowywany)
  - Saint-Irénée (świętego Ireneusza) z kryptą wczesnochrześcijańską z V wieku
  - Saint-Nizier (XV-XVI wiek)
  - Saint-Paul z XV wieku
  - wielki meczet Lyonu (La grande mosquée de Lyon)
- architektura dawna i nowa
  - ratusz z XVII wieku
  - neoklasycystyczny gmach opery z pierwszej połowy XIX wieku
  - secesyjne zabytki w dzielnicach wschodnich (dawny dworzec Brotteaux, kamienice)
  - „Ołówek” (Crayon), czyli wieżowiec banku Crédit Lyonnais przypominający zatemperowany ołówek
  - nowoczesny kompleks architektoniczny Cité Internationale zaprojektowany przez włoskiego architekta Renzo Piano
  - Zamek de La Motte
- ruiny budowli rzymskich
  - amfiteatr
  - odeon
  - akwedukty
  - termy
  - teatr
- największy we Francji park miejski Parc de la Tête d’Or
  - ogród zoologiczny
  - ogród botaniczny

Sporo zabytków z czasów rzymskich znajduje się również w pobliskich miejscowościach Vienne i Chaponost.
Nową atrakcją turystyczną aglomeracji Lyonu jest ukończona w latach 90. XX wieku buddyjska Pagoda Thien-Minh, ufundowana przez diasporę wietnamską. Mieści się ona w Sainte-Foy-lès-Lyon tuż za południowo-zachodnim krańcem Lyonu.
W okresie letnim mieszkańców i turystów przyciągają kąpielisko w podmiejskim parku Miribel-Jonage oraz ogromny półdziki park Lacroix-Laval na zachód od aglomeracji.

## Architektura
Lyon posiada nie tylko doskonale zachowaną i odrestaurowaną starą część miasta, ale również powstają w nim nowoczesne budynki.
Przykładami tego są szklane biurowce przy dworcu kolejowym Part-Dieu, a także zrewitalizowany obszar poprzemysłowy przy połączeniu Rodanu i Saona w dzielnicy Confluence. Obecnie znajdują się tam nowoczesne centrum handlowe z przeszklonym dachem, lofty, biurowce i siedziby administracji publicznej.
Jednak najchętniej oglądanymi budynkami są zespół apartamentowców oraz oryginalny budynek Le Orange Cube zaprojektowany przez pracownię Jakob + MacFarlane, który przypomina kostkę żółtego szwajcarskiego sera z ogromną dziurą przechodzącą przez środek budowli.
Obok pięknych i zabytkowych budynków starego miasta, to właśnie dzielnica Confluence stała się kolejnym celem bardzo często odwiedzanym przez turystów.

## Sport
Miasto znane jest kibicom sportowym z klubu piłkarskiego Olympique Lyon, który w ostatnim czasie regularnie gra w Lidze Mistrzów UEFA i siedmiokrotnie z rzędu był mistrzem Francji, a w ostatnich latach jedenaście razy z rzędu zakończył rozgrywki ligowe w pierwszej trójce ligi francuskiej. Drużyna rozgrywała swoje mecze w roli gospodarza na Stade de Gerland do 2016 roku, gdy przeniosła się na nowo otwartą Groupama Arena (Stade de Gerland pozostał stadionem rugby).

## Związki z Polską
W lyońskiej aglomeracji mieszka kilkutysięczna Polonia, zaś przy kościele pw. Świętej Trójcy (Ste. Trinité) gromadzi się polska parafia rzymskokatolicka.
W dniu 6 kwietnia 1940 roku zaczęto organizować trzeci polski dywizjon myśliwski we Francji, którego dowództwo powierzono mjr. Józefowi Kępińskiemu. Jednostce nadano nazwę I/145 Dywizjon Myśliwski „Warszawski” (Groupe de Chasse Polonaise de Varsovie, GC I/145) a jego bazę stanowiło lotnisko Lyon Bron. W czasie kampanii francuskiej zadaniem dywizjonu było m.in. osłanianie Lyonu z powietrza.
W mieście działa konsulat generalny Rzeczypospolitej Polskiej.
Szklana piramida wieńcząca „Ołówek” (patrz: zabytki i atrakcje turystyczne) została zaprojektowana przez polskiego architekta Stefana du Chateau.
Od 1991 roku Lyon jest miastem partnerskim Łodzi.

## Znane osoby urodzone w Lyonie
- André Marie Ampère – fizyk i matematyk
- Sydoniusz Apolinary – rzymski poeta, dyplomata i biskup
- Karim Benzema – piłkarz
- Claude Bernard – lekarz
- Gérard Desargues – matematyk i architekt
- Raymond Domenech – piłkarz, trener
- Joseph Marie Jacquard – tkacz i wynalazca
- Paulina Jaricot – katolicka działaczka misyjna i charytatywna
- Jean-Michel Jarre – muzyk i kompozytor
- Camille Jordan – matematyk
- cesarz Karakalla – cesarz rzymski
- cesarz Klaudiusz – cesarz rzymski
- Aleksander Karol Lanfant –  błogosławiony Kościoła katolickiego, męczennik
- bracia Lumière – pionierzy kina
- Jean Baptiste Maunier – aktor i śpiewak
- Stefan Meller – polski dyplomata
- Jean Moulin – prawnik
- Antoine de Saint-Exupéry – pisarz
- Éric-Emmanuel Schmitt – dramaturg i eseista
- Sandrine Testud – tenisistka
- Piotr Waldo – kupiec francuski, filantrop i świecki kaznodzieja
- Nabil Fekir – piłkarz
- Nicolas Dessum - skoczek narciarski

## Miasta partnerskie
- Izrael: Beer Szewa
- Wielka Brytania: Birmingham
- Niemcy: Frankfurt nad Menem
- Chiny: Kanton
- Rumunia: Krajowa
- Brazylia: Kurytyba
- Gruzja: Kutaisi
- Polska: Łódź
- Włochy: Mediolan
- Stany Zjednoczone: Saint Louis